# Collar elèctric

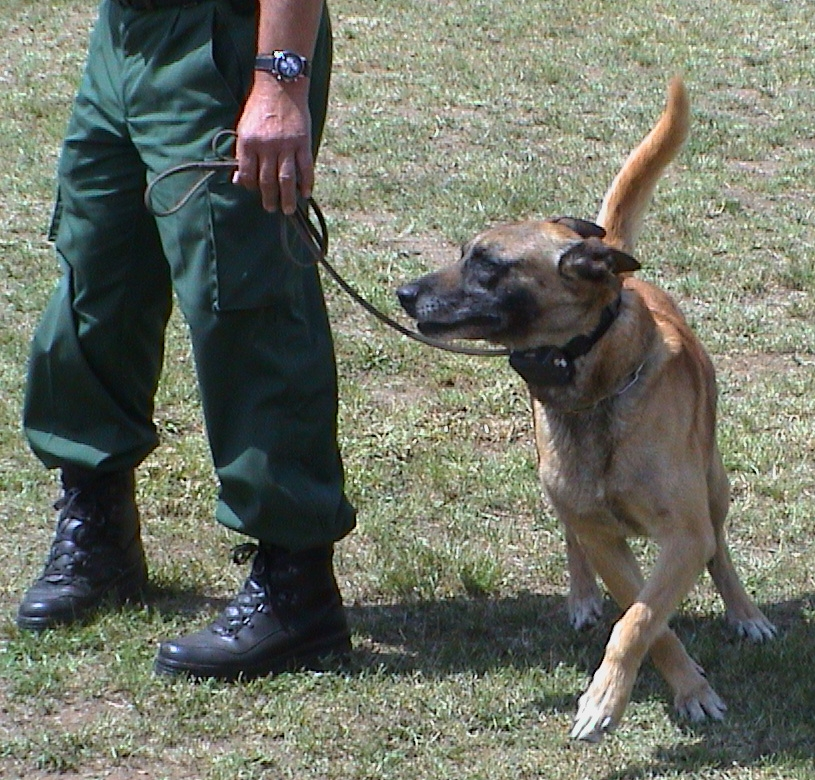
Gos amb collaret elèctric

Un collar elèctric (també anomenat ecollar, collaret d'ensinistrament a distància o collaret electrònic) és un tipus de collaret usat per a l'ensinistrament caní que envia impulsos de diferent intensitat i durada al coll del gos (també es pot aplicar en altres parts en el cos) per mitjà de dos elèctrodes metàl·lics en contacte amb la pell del gos.
Existeix tota una família de collarets amb diferents característiques. Alguns models posseeixen també un to o una vibració, de forma alternativa o en combinació amb la descàrrega elèctrica. Altres característiques inclouen la localització del so (beeper i ensinistrament) o un GPS per localitzar al gos. El collaret elèctric pot arribar a un voltatge de fins a 230v.

## Descripció
Originalment es va utilitzar en els anys seixanta per entrenar als gossos de caça, els primers collarets tenien una gran commoció podent ser mal administrats. Els models actuals són capaços de proporcionar nivells de corrent elèctric de molt baixa intensitat. Els collarets elèctrics són fàcilment disponibles i s'han utilitzat en una àmplia gamma d'aplicacions, incloent la correcció dels comportaments no desitjats o nocius, ensinistrament en obediència avançada, contenció d'un animal en determinada àrea no barrada, amb usos fins i tot militars per a gossos policia, gossos per detectar explosius o drogues o gossos guardians.
La seguretat dels collarets elèctrics és objecte de debat i hi ha diferents opinions sobre aquest tema. Alguns països han adoptat prohibicions o controls sobre el seu ús. Les organitzacions de drets dels animals recolzen activament la prohibició de l'ús i venda dels mateixos. Unes altres només demanen restriccions per a la seva venda, o la regulació del seu ús (per exemple, només a la policia o als ensinistradors professionals). Algunes organitzacions de ensinistradors professionals s'oposen al seu ús, mentre que unes altres ho recolzen. A Itàlia són utilitzats pels caçadors que volen entrenar als seus gossos per a la caça, però evitar que persegueixin altres animals.
En qualsevol cas es recomana el seu ús amb mesura i preferentment per un ensinistrador experimentat.